# كازيميرز كوراتوفسكي
كازيميرز كوراتوفسكي (بالبولندية: Kazimierz Kuratowski)‏ هو عالم رياضيات بولندي.